# Люй-люй
Люй-люй (кит.: 律吕) — дванадцятиступенева хроматична звукова система, що символізує філософсько-космологічні та морально-естетичні уявлення Давнього Китаю. Ця система не була основою розвитку інтонаційного ладового мислення, а її звуки не мали тяжіння до тоніки або один до одного.

## Назви інтервалів

Звуковисотність у герцах звукоряду, побудованого від А=440 Гц. У лівому стовпчику — відношення частоти звуку до вихідного (Huáng Zhōng). Стовпчики показують значення висоти звуки обчислені від різних ступенів звукоряду, завдяки чому отримуємо 144 звуковисотності (деякі з них збігаються). У кожному стовпчику можна виділити 5 несуміжних звуковисотностей (кольорові клітинки ліворуч). Ці 5 звуковисотностей утворюють пентатоніки, яких у загальному обсязі утворюється 60 до використання китайськими музикантами.

- 黄钟 — Huáng Zhōng — тоніка/унісон — 1 : 1 — прослухатиⓘ
- 大吕 — Dà Lǚ — півтон — 37 : 211 — прослухатиⓘ
- 太簇 — Tài Cù — велика секунда — 32 : 23 — прослухатиⓘ
- 夹钟 — Jiá Zhōng — мала терція — 39 : 214 — прослухатиⓘ
- 姑洗 — Gū Xiǎn — велика терція — 34 : 26 — прослухатиⓘ
- 中吕 — Zhòng Lǚ — кварта — 311 : 217 — прослухатиⓘ
- 蕤宾 — Ruí Bīn — тритон — 36 : 29 — прослухатиⓘ
- 林钟 — Lín Zhōng — квінта — 3 : 2 — прослухатиⓘ
- 夷则 — Yí Zé — мала секста — 38 : 212 — прослухатиⓘ
- 南吕 — Nán Lǚ — велика секста — 33 : 24 — прослухатиⓘ
- 无射 — Wú Yì — мала септима — 310 : 215 — прослухатиⓘ
- 应钟 — Yìng Zhōng — велика септима — 35 : 27 — прослухатиⓘ